# Collagna
Collagna – miejscowość i gmina we Włoszech, w regionie Emilia-Romania, w prowincji Reggio Emilia.
Według danych na rok 2004 gminę zamieszkiwało 1005 osób, 15 os./km².
1 stycznia 2016 gmina została zlikwidowana.